# Plavební mapy
Plavební mapy je kartografické dílo českých plavebních map, členěných po mapových listech v měřítku 1:5000 v souřadném systému S-JTSK.
Mapové listy vytvoří kompozice tiskových výstupů s naplněním mimorámových údajů mapového listu generovaných z popisných atributů příslušných prvků obsažených v daném listu. Výsledné listy plavebních map jsou ukládány ve formátu PDF určeném k distribuci na internetových stránkách Státní plavební správy a v systému LAVDIS.